# Lotus 22
Chronologie des modèles (1962-1965)
Lotus 20 Lotus 27
La Lotus 22 est une monoplace de catégorie Formule Junior conçue par le constructeur britannique Lotus pour la saison 1962. Elle est utilisée par le Team Lotus et est également vendue à des particuliers et des équipes privées. Elle est également engagée en Formule 1 à titre privée par le Sud-Africain Brausch Niemann lors des Grands Prix d'Afrique du Sud 1963 et 1965, où elle termine quinzième puis échoue à se qualifier.
Le châssis tubulaire dérive de la Lotus 20 qu'elle remplace. La carrosserie est réalisée en fibre de verre.
Les mécaniques sont dérivées du moteur Ford 109E de 1 340 cm3 ramené à 1 098 cm3, ce nouveau bloc développe environ 100 ch. La boîte est à 4 vitesses d'origine Renault Dauphine Gordini ou Volkswagen modifiée par Hewland à 4 ou 5 rapports. Des freins à disques remplacent avantageusement les tambours d'origine des Lotus 20 sur les quatre roues.
Peter Arundell, pilote du Team Lotus, gagne 18 des 25 courses auxquelles il participe avec la Lotus 22.
Elle participé également à dix courses hors-championnat du monde de Formule 1 entre 1962 et 1965.
La Lotus 22 est fabriquée à 77 exemplaires.

## Résultats en championnat du monde de Formule 1

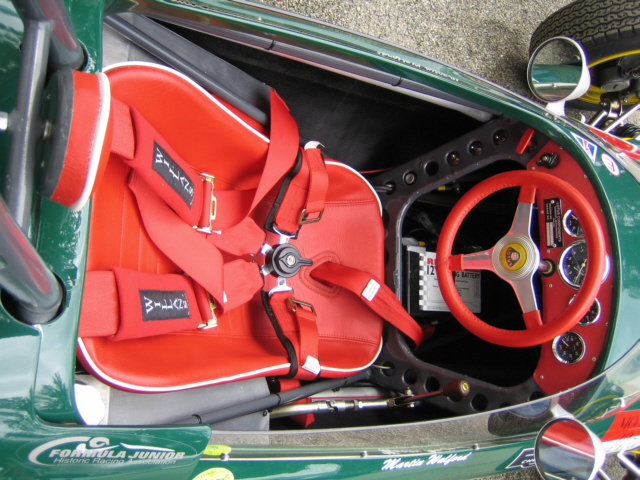
Lotus 22 au GP Historique de Pau (2007).

| Saison | Écurie      | Moteur       | Pneumatiques | Pilotes         | Courses | Courses | Courses | Courses | Courses | Courses | Courses | Courses | Courses | Courses | Points inscrits | Classement |
| Saison | Écurie      | Moteur       | Pneumatiques | Pilotes         | 1       | 2       | 3       | 4       | 5       | 6       | 7       | 8       | 9       | 10      | Points inscrits | Classement |
| ------ | ----------- | ------------ | ------------ | --------------- | ------- | ------- | ------- | ------- | ------- | ------- | ------- | ------- | ------- | ------- | --------------- | ---------- |
| 1963   | Ted Lanfear | Ford 109E L4 | Dunlop       |                 | MON     | BEL     | P-B     | FRA     | GBR     | ALL     | ITA     | USA     | MEX     | AFS     | 0               | Non classé |
| 1963   | Ted Lanfear | Ford 109E L4 | Dunlop       | Brausch Niemann |         |         |         |         |         |         |         |         |         | 14e     | 0               | Non classé |
| 1965   | Ted Lanfear | Ford 109E L4 | Dunlop       |                 | AFS     | MON     | BEL     | FRA     | GBR     | P-B     | ALL     | ITA     | USA     | MEX     | 0               | Non classé |
| 1965   | Ted Lanfear | Ford 109E L4 | Dunlop       | Brausch Niemann | Nq      |         |         |         |         |         |         |         |         |         | 0               | Non classé |

Légende : ici 